# Bancel
Der Bancel ist ein Fluss in Frankreich, der im Département Drôme in der Region Auvergne-Rhône-Alpes verläuft. Er entspringt  an der Gemeindegrenze von Hauterives und Moras-en-Valloire, entwässert generell in westlicher Richtung und mündet nach rund 23 Kilometern im Gemeindegebiet von Andancette als linker Nebenfluss in die Rhône.
Im Oberlauf quert der Fluss die Bahnstrecke LGV Rhône-Alpes, im Mündungsabschnitt die Autobahn A7 und die Bahnstrecke Paris–Marseille, die am linken Ufer der Rhône verläuft.

## Orte am Fluss
(Reihenfolge in Fließrichtung)
- Mantaille, Gemeinde Anneyron
- Saint-Martin des Rosiers, Gemeinde Albon
- Saint-Romain d’Albon, Gemeinde Albon
- Andancette